# ゲンジョ・グラン
ゲンジョ・グラン（Genco Gulan、1969年1月13日イスタンブール生まれ。）は、コンセプチュアル・アートとニューメディア・アートに関心を持つアーティストであり理論家である。
学際的な作品が ｢アイデア・アート (idea art) ｣と言われる。
ボアジチ（Bogazici）大学で政治科学と芸術を学んだ後、ニューヨークのニュースクール大学でメディア研究で修士号取得。イスタンブール、アンカラ、ベルリン、ソウル、ザグレブなどの多くの都市で個展を行ったグランはBP (企業) 、ライオンズ、EMAFから賞を受賞している。
彼の作品は、ポンピドゥー・センター、ペラ、ZKM、MAM、リオ、トリエンナーレ・ディ・ミラノのような重要な美術館に展示されている。2010年には東京のニッチギャラリー行われた｢距離なし｣という題の作品展でも彼の作品が展示された。
アーティストとして、Ｓ・ハーベスト、アルスエレクトロニカ、メヂアテッラ、プログメ・ボンビエナル、バルカンアート、アクセント、ワンデルバーやイスタンブールのフェスティバルなど多くのフェスティバルに参加し、インチョン、イェール大学、ビジュアルアート、ケルンの学校、ニューヨーク工科大学などの大学でセミナーを行った。
彼の作品はML・ノバック、パリ、イスタンブール近代美術館のコレクションにもある。グランはテッサロニキのビエンナーレコスモバルカンのアドバイザリーボード、シンガポールのISEA国際プログラム委員会、メルボルンのセカンド・ネイチャー誌の編集委員会に参加した。
Webビエンナーレの創設者であるゲンジョ・グランは、現在ミマル・シナンアカデミーやボアジチ大学などの大学で教鞭をとっている。

## ギャラリー

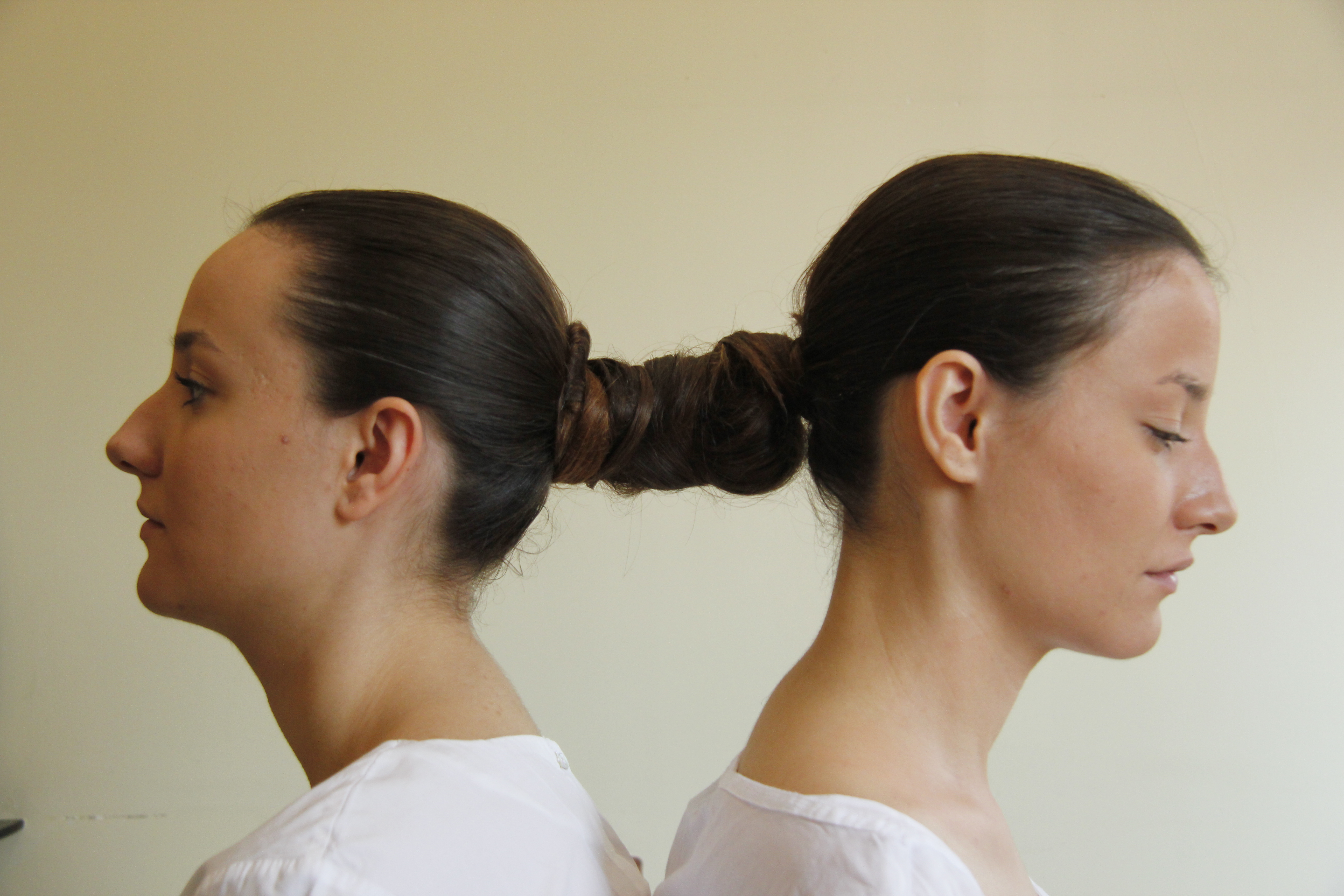
「ツインプロジェクト2011」
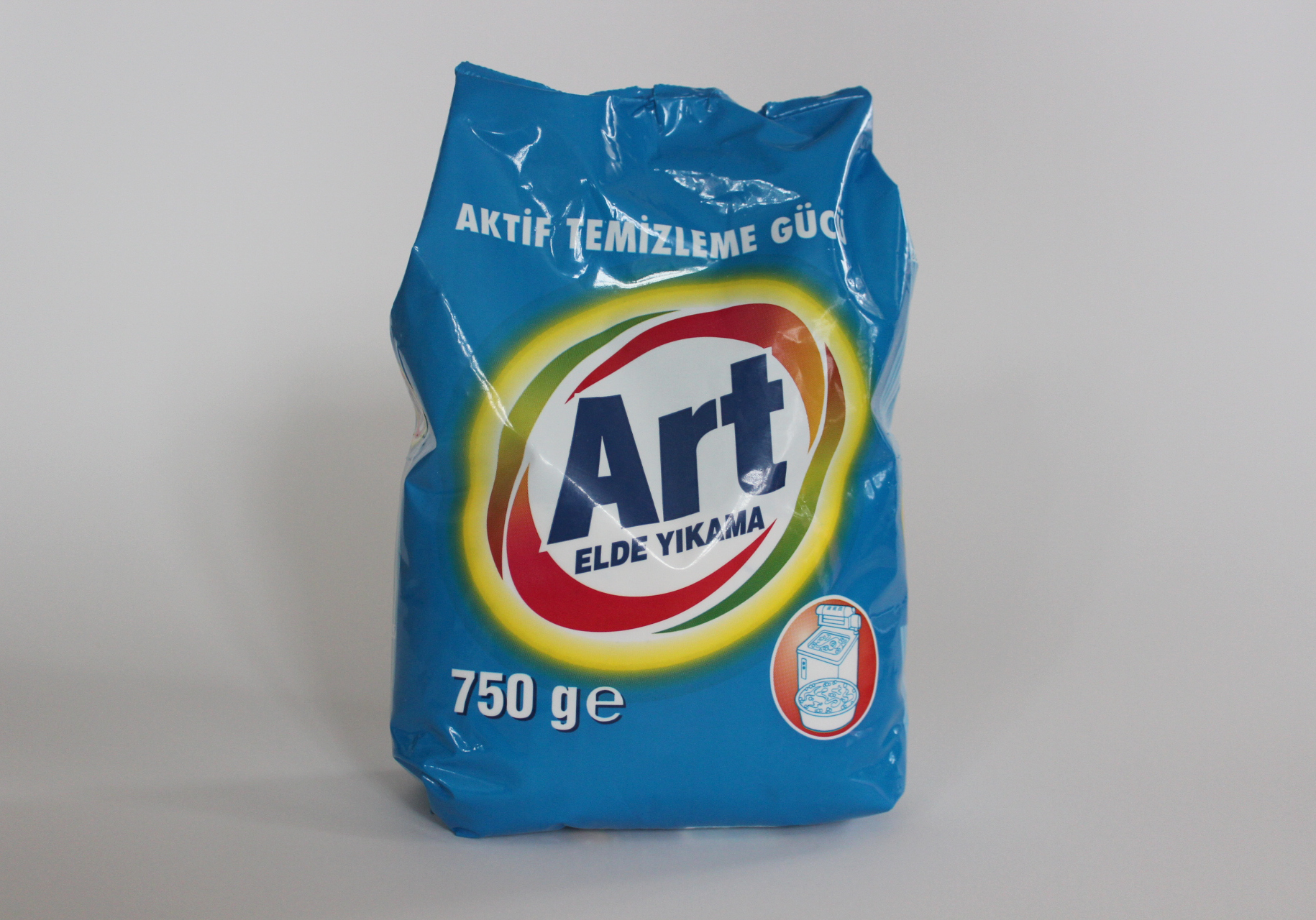
「アート（ブルー）」既製品の彫刻	2013年
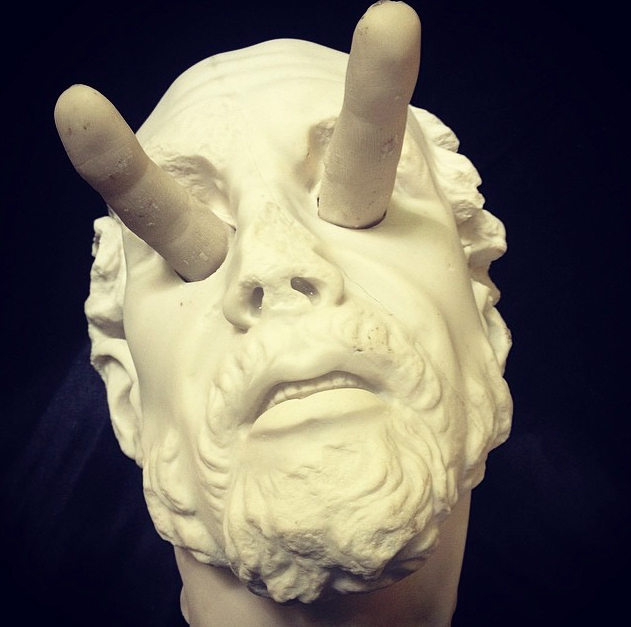
「Karate, 2014. 25 X 20 X 20 cm.」
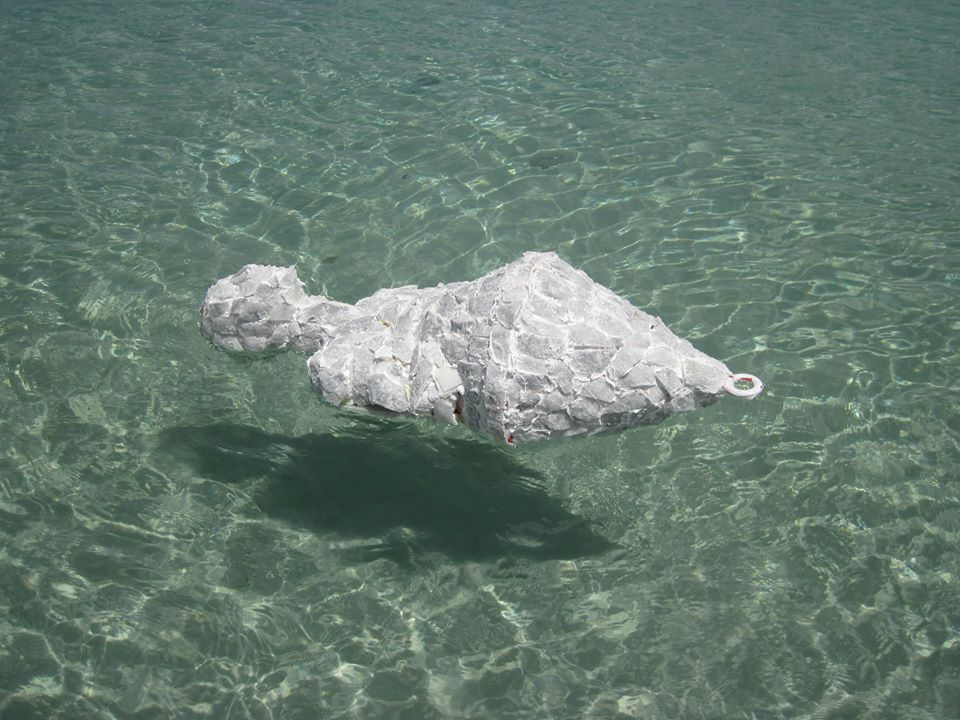
「Swimming Rocks」チェシュメアラサトゥ（英語版）2014年

## 著作
- Graf, Marcus. Concepual Colors of Genco Gulan, Revolver, 2012. ISBN 978-3868952049
- Gulan, Genco. De-constructing the Digital Revolution, LAP, 2009. ISBN 978-3838320472
- Graf, Marcus. Genco Gulan: Kavramsal Renkler, Galata Perform, 2008. ISBN 9789944016001